# Pietro Chini
Pietro Chini (Borgo San Lorenzo, 1876 – Borgo San Lorenzo, 1952) è stato un pittore e decoratore italiano.

## Biografia
Era cugino di Galileo Chini e fratello di Chino: con questi due fondò la Manifattura delle Fornaci di San Lorenzo a Borgo San Lorenzo (1906), nata dopo la chiusura della manifattura fiorentina di Galileo. Tuttavia Pietro abbandonò le Fornaci nel 1909, collaborando come esterno, per tutta la vita, alle realizzazioni dei suoi familiari, spesso come decoratore ed esecutore materiale dei partitimpittorici progettati magari da Galileo e dal nipote Tito Chini. 
Nel 1908 partecipò alla decorazione dell'oratorio della Misericordia di Borgo San Lorenzo (con Galileo e Chino), nel 1911 agli allestimenti decorativi per l’Esposizione di etnografia Italiana di Roma (con Galileo e Dino), nel 1913 alla decorazione dei padiglioni della prima Esposizione Agricola, Industriale e Artistica Mugellana (con Dino e Chino), nel 1920-22 alle pitture nella villa Pecori-Giraldi a Borgo (con Tito); nel 1931 ancora con Tito alla decorazione interna del palazzo Comunale di Borgo San Lorenzo.
Per trovare alcune commissioni personali bisogna cercare tra i lavori che gli affidò la confraternita della Misericordia, con la quale collaborò costantemente: per esempio nel 1916 la decorazione di alcune cappelle nel cimitero della Misericordia, e nel 1927-30 la decorazione dei nuovi ambienti della sede in via Giotto.